# Романов Микола Миколайович
Микола Миколайович Романов (нар. 17 грудня 1967, Усть-Каменогорськ) — український актор і композитор.

## Життєпис
Народився 17 грудня 1967 року в Усть-Каменогорську.
1993 — закінчив Київське училище естрадно-циркового мистецтва.
2006 — закінчив Літературний інститут імені Горького в Москві.
Знявся у фільмах: «У тій царині небес» (1992, Генка), «Виклик богам», «Страчені світанки» (1995).
Член Національної Спілки кінематографістів України.

## Нагороди
- 1993 — Лауреат Всеукраїнського фестивалю-конкурсу сучасної естрадної пісні «Пісенний вернісаж»
- 1994 — Приз глядацьких симпатій в номінації «За найкращу чоловічу роль» на Міжнародному кінофестивалі «Золотий витязь» (Тирасполь)
- 1995 — Гран-прі фестивалю пісень про Одесу (Одеса)
- 1998 — Лауреат конкурсу авторської пісні Першого міжнародного Пушкінського фестивалю мистецтв (Москва)